# يانغ بويو
يانغ بويو (بالصينية: 杨博宇) (24 يونيو 1989 بداليان في الصين - ) هو لاعب كرة قدم صيني في مركز الدفاع. لعب مع داليان ييفانغ ونادي داليان شيده ونادي مجموعة شانغهاي الدولية للموانئ.

## وصلات خارجية
- يانغ بويو على موقع قاعدة بيانات كرة القدم.إي يو (الإنجليزية)
- يانغ بويو على موقع Soccerway.com (الإنجليزية)
- يانغ بويو على موقع اللجنة الأولمبية الصينية (الإنجليزية)